# André Gaumond
André Gaumond (* 3. Juni 1936 in Saint-Thomas de Montmagny; † 14. Dezember 2019 in Sherbrooke) war ein kanadischer Geistlicher und römisch-katholischer Erzbischof von Sherbrooke.

## Leben
André Gaumond empfing am 27. Mai 1961 durch Bruno Desrochers  in der Kathedrale von Sainte-Anne-de-la-Pocatière die Priesterweihe für das Bistum Sainte-Anne-de-la-Pocatière. Neben seinen seelsorglichen Aufgaben lehrte er Philosophie am Kolleg von Saint-Anne-de-Montmagny.
Papst Johannes Paul II. ernannte ihn am 31. Mai 1985 zum Bischof von Sainte-Anne-de-la-Pocatière. Die Bischofsweihe spendete ihm der Erzbischof von Québec, Louis-Albert Kardinal Vachon, am 15. August desselben Jahres; Mitkonsekratoren waren Marc Leclerc, Weihbischof in Québec, und Bertrand Blanchet, Bischof von Gaspé. 
Am 16. Februar 1995 wurde er durch Johannes Paul II. zum Koadjutorerzbischof von Sherbrooke ernannt. Mit der Emeritierung Louis Joseph Jean Marie Fortiers folgte er diesem am 1. Juli 1996 im Amt des Erzbischofs von Sherbrooke nach.
In der kanadischen Bischofskonferenz war Gaumond Vizepräsident und Schatzmeister sowie Mitglied der Bischofskommissionen für Vereine, Theologie und Evangelisierung. Während der Amtszeit in Sherbrooke war er von 2005 bis 2007 Vorsitzender der Bischofskonferenz. Zudem war er Kanzler des Séminaire de Sherbrooke und der Université de Sherbrooke.
Am 26. Juli 2011 nahm Papst Benedikt XVI. sein altersbedingtes Rücktrittsgesuch an.